# Kill4Me
«Kill4Me» (стилизованно под все заглавные буквы) — песня американской рок-группы Marilyn Manson, выпущенная в качестве второго сингла с их десятого студийного альбома Heaven Upside Down (2017). Она была выпущена на потоковых платформах и сразу же загружена с предварительными заказами альбома на сервисах загрузки музыки, таких как iTunes и Amazon Music, 20 сентября 2017 года. Официальное музыкальное видео песни было выпущено 13 ноября и стало вторым видео с альбома, в котором участвовал Джонни Депп после Say10.

## Композиция и стиль
«Kill4Me» — относится к индустриальному жанру. Песню вице-писатель Фил Уитмер назвал «последней в традициях Мэнсона о качающихся зубастых индустриальных рокерах», прежде чем сравнивать её с несколькими предыдущими синглами группы, такими как «Disposable Teens». И" The Dope Show ". Diffuser.fm сказал, что трек «напоминает эпоху Мэнсона Антихриста-Суперзвезды, и лирические темы песни ни на минуту не предполагают, что одноразовый бэт-нуар Capitol Hill претерпел смягчение сердца». Kory Grow of Rolling Стоун также сравнил его с Антихристом Суперзвездой, отметив при этом «пульсирующие синтезаторы и диско-бит». Грэм Хартманн из Loudwire сказал, что этот трек был вдохновлен музыкой новой волны 80-х годов, и противопоставил его предыдущему синглу группы «We Know Where You Fucking Live», написав: «на агрессии классического звучания Мэнсона „Kill4Me“ намного больше в духе его материала 2010-х». Музыкальное видео песни было загружено на YouTube группы 13 ноября. Его режиссёром был Билл Юкич, в котором снимались актёр Джонни Депп и модели Джоселин Биндер и Бэйли Каупертвейт.

## Участники записи
- Мэрилин Мэнсон — вокал.
- Тайлер Бейтс — приборостроение, инжиниринг, запись, производство, сведение.
- Роберт Карранса — смешивание.

## Чарты
| Чарт (2017)                         | Высшая позиция |
| ----------------------------------- | -------------- |
| Finnish Airplay (Radiosoittolista)  | 100            |
| Mexican English Airplay (Billboard) | 34             |
| US Mainstream Rock (Billboard)      | 5              |
| US Hot Rock Songs (Billboard)       | 34             |
| US Rock Airplay (Billboard)         | 22             |